# Улица Арсения (Иваново)
У́лица Арсе́ния — одна из старейших улиц города Иванова. Располагается в Ленинском районе, на правобережной части города, где находилось село Иваново. Начинается от Крутицкой улицы и идёт в юго-восточном направлении до улицы Колотилова. Пересекается с Шереметевским проспектом, улицами: Крутицкая, Поэта Ноздрина, Марии Рябининой, Бубнова, Колотилова. Параллельно на севере и юге от улицы проходят улицы Садовая и Пушкина. Является продолжением улицы Суворова. Протяженность 1,1 км.

## Происхождение названия
С конца XVIII века на месте современной улицы Арсения находились Малая Круглиха и Новая Задняя улица. В 1873 году они были объединены и переименованы в Куваевскую улицу, по располагавшейся на улице усадьбе фабрикантов Куваевых. В 1899 году переименована в Воскресенскую. В 1927 году получила название Арсения, по подпольной кличке Арсений, которую носил М. В. Фрунзе в 1905—1907 годах.

## Архитектура
Застройка улицы Арсения относится к разным историческим периодам, часть зданий и сооружений датируется первой половиной XIX — началом XX века и имеет статус памятников архитектуры. На улице Арсения представлены разные стилевые направления и типы зданий — усадьбы крупных промышленников XIX века, мануфактура, особняк эпохи модерн, жилые дома, возведенные в конце 1920-х годов. На части улицы от Крутицкой до улицы Фридриха Энгельса все дореволюционные здания были снесены в 1920—1930-х годах. В 1927—1930 годах на улице Арсения был построен Дом преподавателей ИВПИ (№ 2, 6). Это первый многоквартирный дом Иванова, в его облике ещё прослеживаются типичные черты старой архитектуры. Рядом с пересечением улицы Арсения и улицы Фридриха Энгельса на нечётной стороне поставлен корпус Текстильного института. Он занял участок, освобождённый при сносе церкви Спаса, построенной в 1903 году архитектором Ф. Шехтелем. Со стороны улицы Арсения на этом участке остался лишь фрагмент церковной ограды.
- Усадьба фабрикантов Куваевых — XIX век. Усадьба состоит из трёх жилых домов, флигеля и перестроенных фабричных корпусов. В 1873—1888 годах здесь размещался драматический театр В. В. Демидова.
- Особняк С. О. Ясинского — построен в 1910 году в стиле модерн. Архитектор А. Ф. Снурилов. В 1916 году находилось «Товариществом Куваевской мануфактуры». В память февральской революции директор товарищества Н. Г. Бурылин пожертвовал дом городу для размещения нового высшего начального училища.[4]

На улице располагаются:
- Ивановский областной суд — дом № 3
- Лицей № 21 — дом № 33/16[5]
- Военкомат Фрунзенского и Ленинского районов — дом 37А

Кроме этого, к улице примыкают здания ИГМА, ИГХТУ, Правительства Ивановской области, Областной научной библиотеки.

## Транспорт
На улице не проходят маршруты общественного транспорта.